# 科略塔山 (雷奈伊省)
9°58′37″S 77°27′21″W / 9.97694°S 77.45583°W
科略塔山（Qulluta），是秘魯的山峰，位於該國北部安卡什大區的雷奈伊省，由瓦伊利亞潘帕區和馬爾卡區負責管轄，屬於內格拉山脈的一部分，海拔高度4,600米。